# David Hollestelle (gitarist)
David Hollestelle, ook wel David Hollestelle Jr. (Hilversum, 13 mei 1956) is een Nederlands gitarist. 

## Biografie
Hollestelle groeide op in een muzikale familie. Zijn vader David Hollestelle was baritonzanger en twee van zijn broers Hans en Jan zijn eveneens professioneel muzikant. Hij begon zijn carrière in het midden van de jaren zeventig in de band Scratch, samen met onder anderen Geert Timmers en Michael Peet (beiden later in  De Raggende Manne). Later was Hollestelle lid van Bruno Basta (met Bill van Dijk), en Roberto Q. and the Boppers en speelde hij in de begeleidingsband van Manuëla Kemp.
Tussen 1981 en 2001 maakt Hollestelle deel uit van The Wild Romance, de band rondom Herman Brood. Daarnaast werkt hij regelmatig als sessiemuzikant. Latere projecten zijn TeNDeRMeN en The Circus.

## Persoonlijk
Hollestelle kreeg twee kinderen met Astrid Mylanus waarvan de zoon Mano Hollestelle ook basgitarist werd. Hij is een neef van zangeres Conny Hollestelle en haar broer Peter Hollestelle.